# Mallee et plaine côtière sableuse d'Esperance
Localisation
Le mallee d'Esperance est une écorégion terrestre définie par le Fonds mondial pour la nature (WWF), qui appartient au biome des forêts, zones boisées et maquis méditerranéens de l'écozone australasienne. Elle occupe une large bande côtière du comté d'Esperance en Australie-Occidentale. Sa végétation est dominée par plusieurs espèces d'Eucalyptus, appelés localement « mallee » (qui donnent son nom à la formation végétale, proche du maquis)